# Siare

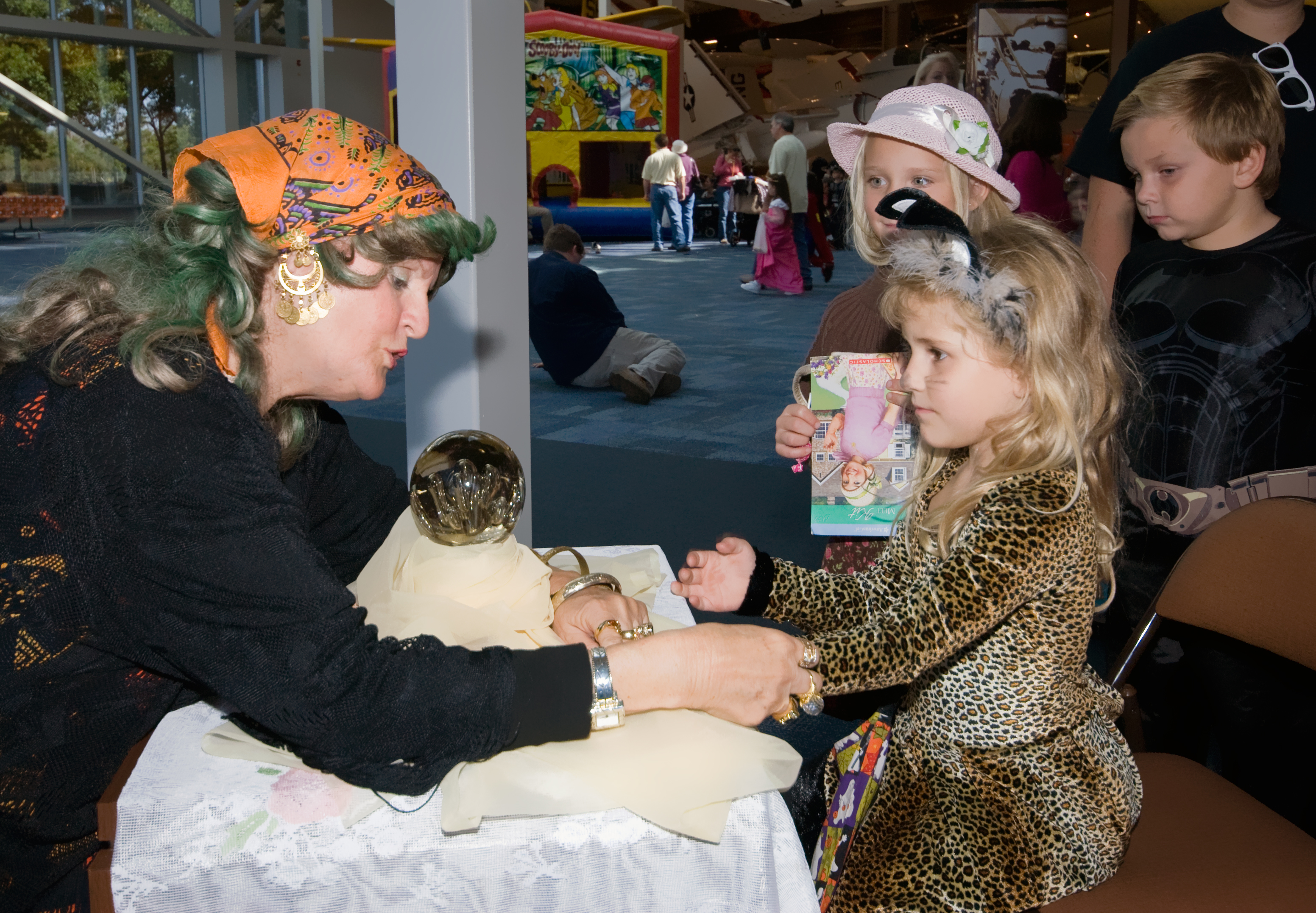
Spådam på nöjesfält.

Siare eller sierska (även spågubbe, spågumma) (av fornsvenska sia, sidoform av se(a), se, alltså 'en som ser'), är en person som sägs kunna skåda in i och avslöja framtiden, såsom till exempel en profet eller spåman. Även om tänkare med framtidsblick i allmänhet.
De personer som utger sig för att vara siare använder sig ibland av någon form av divination (spådomskonst) för att försöka förutsäga framtiden.  Det kan vara en ägodel från den som ska spås, en kristallkula, pendel, tarotkort, benknotor, mönstret efter kaffe- eller tesump i botten av en kopp eller mönstren i handflatan.  
Det finns inga bevis för att spådomar skulle innehålla mer kunskap om framtiden än gissningar som vem som helst kunde gjort, och många som menat sig vara siare har blivit avslöjade med att använda så kallade cold reading-tekniker.
Några av de personer som menar sig vara siare påstår att de har hjälpt polisen att lösa brott. Oftast gäller det försvunna personer och mordfall. Polisen väljer ibland att ta uppgifter från siare bland annat i Sverige, England och USA. Polisen kan se sig skyldig att följa alla spår, siaren kan ha fått kunskap på naturlig väg eller vara gärningsmannen. Ibland är det anhöriga som har kontakten med siaren och av hänsyn till dessa kan siaren höras.

## Personer som utgett sig för att ha siarförmågor
- Saida Andersson
- Sylvia Browne
- John Edward
- Nostradamus